# Luparense Calcio a 5 2015-2016
Questa pagina raccoglie i dati riguardanti la Luparense Calcio a 5, squadra di calcio a 5 militante in serie A, nelle competizioni ufficiali del 2015-2016.

## Stagione
Durante l'estate la società diventa una polisportiva, incorporando l'omonima squadra di calcio cittadina, l'Atletico San Paolo Padova e il Gruppo Fassina Calcio a Cinque. Dopo un ventennio, la squadra abbandona le note divise bianco-blu per adottare il rosso-blu della tradizione cittadina.

## Calciomercato

### Sessione estiva
| Nicolò Baron   | Squadra Mouscron |
| Kristjan Čujec | Asti Orange      |
| Matheus Dener  | Gruppo Fassina   |
| Pedro Guedes   | Gruppo Fassina   |
| Ique           | ElPozo Murcia    |
| Jonathan       | Concórdia        |
| Leandrinho     | Fabrizio         |
| Paulo Major    | Belenenses       |
| Massimo Nurchi | Sestu            |

| Fabiano Assad       | Ibirubá          |
| Valentino Dalla Ca' | Thiene Zanè      |
| Flavio Lo Giudice   | Shaolin Soccer   |
| Mauricio            | Ibirubá          |
| Alex Merlim         | Sporting Lisbona |
| Patrick Nora        | Asti Orange      |
| Decio Restaino      | Shaolin Soccer   |
| Waltinho            | Cogianco         |

### Sessione invernale
| Thiago Bissoni  | Real Rieti |
| Adriano Foglia  | BF Magnus  |
| Fernando Leitão | Arzignano  |
| Davide Moura    | Kazma      |

| Kristjan Čujec | Nacional Zagabria |
| Matheus Dener  | Diavoli           |
| Leandrinho     | Olimpus Roma      |
| Paulo Major    | Arzignano         |
| Massimo Nurchi | Real Team Matera  |

## Rosa 2015-2016
| N° | Naz.                  | Ruolo      | Sportivo         | Anno     |  |  |
| -- | --------------------- | ---------- | ---------------- | -------- |  |  |
| 1  | Italia (bandiera)     | POR        | Michele Miarelli | 29.04.84 |  |  |
| 2  | Portogallo (bandiera) | LAT        | Davide Moura     | 03.04.86 |  |  |
| 3  | Portogallo (bandiera) | PIV        | Fernando Leitão  | 03.01.81 |  |  |
| 4  | Slovenia (bandiera)   | PIV        | Kristjan Čujec   | 30.11.88 |  |  |
| 5  | Italia (bandiera)     | DIF        | Marco Caverzan   | 11.08.94 |  |  |
| 7  | Brasile (bandiera)    | PIV        | Ique             | 08.09.85 |  |  |
| 8  | Italia (bandiera)     | LAT        | Massimo Nurchi   | 04.11.80 |  |  |
| 9  | /                     | UNI        | Humberto Honorio | 21.07.83 |  |  |
| 10 | /                     | PIV        | Adriano Foglia   | 24.04.81 |  |  |
| 10 | Brasile (bandiera)    | LAT        | Leandrinho       | 04.11.86 |  |  |
| 13 | /                     | LAT        | Daniel Giasson   | 24.08.87 |  |  |
| 14 | Argentina (bandiera)  | LAT        | Pablo Taborda    | 13.07.86 |  |  |
| 17 | Portogallo (bandiera) | UNI        | Paulo Major      | 10.01.91 |  |  |
| 19 | Italia (bandiera)     | POR        | Luca Morassi     | 07.01.91 |  |  |
| 29 | Brasile (bandiera)    | DIF        | Thiago Bissoni   | 03.08.88 |  |  |
|    | Italia (bandiera)     | Allenatore | Valter Ferraro   | 13.07.65 |  |  |

## Under-21
| N° | Naz.               | Ruolo | Sportivo       | Anno     |  |  |
| -- | ------------------ | ----- | -------------- | -------- |  |  |
| 4  | Italia (bandiera)  | LAT   | Matteo De Boni | 02.01.96 |  |  |
| 6  | Italia (bandiera)  | LAT   | Nicolò Baron   | 30.08.96 |  |  |
| 11 | Brasile (bandiera) | LAT   | Pedro Guedes   | 07.12.96 |  |  |
| 15 | Brasile (bandiera) | LAT   | Jonathan       | 29.07.95 |  |  |
| 23 | Brasile (bandiera) | PIV   | Matheus Dener  | 10.10.96 |  |  |